# Іванов Клемент
Іванов Клемент (нар. 6 березня 1990), більш відомий як Puppey — естонський професійний гравець у DotA та Dota 2. Заснував команду Team Secret, за яку грає. У серпні 2011 року Natus Vincere, у складі якої грав Іванов, зайняли перше місце на The International 2011 та отримали приз у розмірі одного мільйона доларів. Вони також посіли друге місце на The International наступних двох років.

## DotA
Puppey почав професійно грати у 2007 році у команді Xero Skill. В DotA Puppey показував гарні результати, займав високі місця на провідних турнірах у командах KingSurf.international, Nirvana.international, NWO (пізніше GG.net) та Na'Vi. В цей час Іванов також познайомився з KuroKy, з яким потім грав багато років у різних командах. Його останній матч по Dota був у складі Na'Vi на Asus 2011.

## Dota 2

### У складі Natus Vincere
У червні 2011 року Puppey перейшов у  Natus Vincere, де почав грати в Dota 2. У складі з Dendi та Artstyle вони перемогли на The International 2011. Вони залишалися непереможними протягом усього турніру, вигравши на той час найбільший приз в історії кіберспорту у 1 000 000 доларів США. Пізніше вони здобули перше місце на ESWC 2011, вигравши 12 000 доларів. В жовтні Іванов став капітаном замість Artstyle, який покинув команду.
Під керівництвом Puppey Natus Vincere змагались на найвищому рівні, займаючи топові місця на 31 з 32 турнірів з 2011 по 2013 роки, вигравши такі турніри, як Alienware Cup, StarLadder та The Defense. Вони також посіли другі місця на The International 2012 та The International 2013.
Оданк домінація команди завершилась після перемоги на Dota 2 Champions League Season 2 у квітні 2014. Після цього декілька місяців Na'Vi не могли зайняти високих місць на турнірах. У серпні на The International 2014 команда Іванова зайняла 7-8 місце, після чого Puppey разом з KuroKy покинули Natus Vincere.

### Team Secret
Через тиждень після виходу з Na`Vi Puppey оголосив про створення своєї команди під назвою Team Secret. У першому складі разом з Івановим виступали KuroKy, s4, BigDaddy та Fly. На той час цей склад вважався одним з найсильніших на сцені. На своєму першому турнірі Starladder Season 10 команда здобула друге місце. У наступних 8 турнірах команда займала місця у топ-3. 
На початку 2015 року Fly та BigDaddy покинули команду. На їхні місця взяли Arteezy та zai. У червні 2015 Team Secret виграли ESL One Frankfurt, отримавши 120 000 доларів. На цьому турнірі брали участь найсильніші команди, як Alliance, Evil Geniuses, Cloud9 та Invictus Gaming. Після сильного року Team Secret вважались певними фаворитами на The International 2015, однак їм вдалось здобути лише 7-8 місце та 830 000 доларів США.
Після невдалого результату на TI5 команда повністю змінила свій склад. KuroKy та Arteezy звинувачували у поразці один одного, після чого перший створив нову команду з німецьких гравців 5Jungz (пізніше Team Liquid), в той час як Arteezy та s4 повернулись у свої попередні команди (EG та Alliance відповідно). Zai вирішив взяти перерву для закінчення навчання. 22 серпня директор команди Кемаль Садікоглу оголосив новий склад Team Secret, до якого тепер увійшли MiSery, EternaLEnVy, w33, pieliedie та Puppey.
З новим складом команда здобула другі місця на The Frankfurt Major та ESL One New York та перші місця на Nanyang DotA 2 та MLG World Finals 2015.
У березні 2016 року Puppey з командою здобули перемогу над Team Liquid у фіналі Shanghai Major 2016. Після турніру у складі команди знов відбулись зміни, і на Manila Major 2016 вони посіли останнє місце. Команда Team Secret пройшла європейські кваліфікації на The International 2016, але вибула однією з перших, після чого більшість гравців її покинула.
На сезон 2016-2017 Team Secret створила новий ростер на чолі з Puppey. Однак команда не змогла пройти відбір на Boston Major 2016 і знову опинилася серед перших, що покинули Kiev Major 2017. Команда отримала місце на The International 2017, вигравши європейські кваліфікації, але фінішувала на дев'ятому місці. Далі відбулася ще одна серія змін у складі організації. 
У сезоні 2017-2018 років розробники Dota 2 ввели нову систему турнірів, яка називалась Dota Pro Circuit. Puppey змагався у 15 турнірах та виграв два з них, включаючи мейджор DreamLeague Season 8. Team Secret посіли четверте місце в загальній таблиці Dota Pro Circuit за сезон, за що отримали пряме запрошення на The International 2018. Команда зайняла п'яте місце.
Valve змінила правила Dota Pro Circuit на сезон 2018-2019. Puppey та Team Secret кваліфікувалися на всі п'ять мейджорів, вигравши два з них. Таким чином, вони зайняли перше місце в таблиці Dota Pro Circuit та отримали запрошення на The International 2019. Команда здобула четверте місце.
Puppey з командою пропустили початок сезону Dota Pro Circuit 2019-2020, почав грати в другій половині року. Сезон команди розпочався з першого місця на DreamLeague Season 13. Ця перемога зробила Puppey першим гравцем, який виграв п'ять офіційних мейджорів з Dota 2. Однак решту сезону Dota Pro Circuit, як і The International 2020, було скасовано через пандемію COVID-19.  Puppey та Team Secret продовжували брати участь в онлайн-турнірах до кінця 2020 року, вигравши вісім турнірів поспіль.
Сезон Dota Pro Circuit 2021 року мав оновлений формат. Puppey продовжував бути капітаном Team Secret, і команда пройшла кваліфікації на обидва мейджори, зайнявши четверте місце на ONE Esports Singapore Major та 16-те місце на WePlay AniMajor. Завдяки цьому, команда посіла восьме місце в турнірній таблиці сезону, що дало їй пряме запрошення на The International 2021. KuroKy та його команда Nigma не змогли пройти відбір на The International 2021. Таким чином, Puppey став єдиним гравцем, що бував на всіх світових чемпіонатах. Цього року Secret посіли третє місце.
У сезоні 2022 року Puppey та Team Secret не змогли пройти на жодний з трьох мейджорів року. Але команда кваліфікувалася на The International 2022 після того, як посіла друге місце в європейських регіональних кваліфікаціях та виграла кваліфікаційний турнір Last Chance. На цей раз Secret дійшли до гранд-фіналу, вже четвертого за кар'єру Puppey. Однак вони поступились Tundra Esports з рахунком 3:0.
Наступний сезон Team Secret знов розпочався важко. Після поразки на перших турнірах команда перейшла до нижнього дивізіону. Через це їм довелось грати кваліфікації, щоб потрапити на The International. Але на них Team Secret зайняли четверте місце, в результаті чого Puppey, вперше в історії заходу, не буде на ньому змагатись.

### Скандал з виплатами в Team Secret
16 лютого 2016 року колишня менеджерка Team Secret Евані Чанг звинуватила команду у невиплаті призових їй та колишнім гравцям. 9 жовтня 2016 року колишній гравець EternaLEnVy написав допис у блозі, в якому детально описав кілька випадків, коли організація не виплачували вчасно  гроші гравцям або брехали про платежі та спонсорські угоди, а також брали 10% від призових без відома гравців. Пізніше того ж дня інший колишній гравець, MiSeRy, також опублікував допис, в якому розказав про аналогічні проблеми та заявив, що Secret не заплатили йому лише після декількох нагадувань. Він також підтримав твердження EternaLEnVy про те, що Puppey був єдиним гравцем, який знав про те, що організація забирає собі ті 10%.